# Пакиша
Па́киша (также Пакишт, Пакишта; алб. Pakishti; серб. Пакиша / Pakiša) — село в северо-восточной Албании. Входит в состав общины Запод округа Кукес, расположено в албанской части исторической области Гора, основным населением которой являются представители исламизированной южнославянской этнической группы горанцев.
Помимо села Пакиша горанцы в Албании живут также в сёлах Борье, Запод, Кошариште, Орешек, Оргоста, Очикле, Шиштевац и Цернолево.
Село находится менее чем в полутора километрах к западу от границы Албании с Косово. Ближе всего к Пакише расположено горанское село Кошариште (к юго-западу от Пакиши), также входящее в состав общины Запод.

## История
После второй Балканской войны 1913 года часть территории Горы, на которой расположено село Пакиша, была передана Албании.
В 1914 году на территории Македонии проводил научные исследования российский лингвист А. М. Селищев. На изданной им в 1929 году этнической карте региона Полог населённый пункт Пакиша был указан как болгарское село.
В 1916 году во время экспедиции в Македонию и Поморавье село Пакиша посетил болгарский языковед С. Младенов, по его подсчётам в селе в то время было около 31 дома.
Согласно рапорту главного инспектора-организатора болгарских церковных школ в Албании Сребрена Поппетрова, составленному в 1930 году, в селе Пакиша насчитывалось около 50 домов.